# Uszkár
Az uszkár FCI által elismert, francia kutyafajta. Köznyelvben pudlinak is nevezik.

## Kialakulása
Az uszkár francia eredetű. A kutatásokból az szűrhető le, hogy valószínűleg vadászkutyák és bozontos szőrű juhászkutyák keverékéből alakult ki. Franciaország az őshazája. Az eredetileg nagy termetű uszkárt vízből való apportírozásra és vadászatra tenyésztették ki, de voltak apróbb változatai is, ezek az európai nemesi családok kedvelt háziállataik lettek.
Az első olyan festmények és feljegyzések, amelyek a mai uszkárhoz nagyon hasonló kutyafajtát örökítenek meg, a 16. század elejéről származnak. Jellegzetes, oroszlánosra nyírt bundája az úszást tette könnyebbé, a meghagyott pomponok az érzékeny ízületeket védték a hidegtől. A fajta a 18. században már nem csupán vadászkutyaként, hanem ölebként is igen elterjedt volt. Szinte minden európai és amerikai cirkuszban felléptek vele, különféle mutatványokra volt képes. A mai uszkár a 19. század elejére már teljesen kialakult és ekkor támadt fel az emberek érdeklődése a fajtatiszta kutyák iránt is. Megszervezték az első kutyakiállításokat, létrejöttek az első klubegyesülések. Angliában önálló fajtaként 1876-ban ismerték el. A 20. század elején divatba jött a zsinóros szőrváltozat, amely gyakran a földig ért. Ezt a bundát nem volt könnyű karban tartani és amikor megjelentek az első nyírógépek, népszerűsége csökkenni kezdett.
Németországban az uszkár tenyésztésének alapjait a Deutsche Pudel Klub megalapításával tették le, 1896-ban Münchenben. A német "Pudel" szó a pocsolya (Pfudel, Pfütze) szóból ered, ugyancsak az angol "Poodle" (Puddle). Francia elnevezése "Caniche", kacsát (canard) jelent. A francia "Club des Amateurs de Caniche de Strasbourg" elnöknője javaslatot állított össze a standard-re vonatkozóan, amely az FCI (Nemzetközi Ebszövetség) közgyűlése elé került. A tagországok 1936-ban ellenvetés nélkül jóváhagyták, azóta az uszkár francia fajtának számít. Az eredeti standard különböző változtatásokkal és kiegészítésekkel bővült. A legfontosabbak: 1960 – modern nyírás elfogadása, 1966 – ezüst színű uszkár elismerése, 1977 – apricot színű uszkár elismerése, 1987 – toy méretű uszkár elfogadása. Legújabban pedig, 2007. április 18-án a vörös színű uszkár elismerése.

## Mérete és színe
Az uszkár méretét tekintve lehet: ÓRIÁS (45–62 cm), KÖZÉP (35–45 cm), TÖRPE (28–35 cm) és TOY (28 cm alatt, 25 cm az ideális). Az Egyesült Államokban és Nagy Britanniában csak három méretet különítenek el: STANDARD, MINIATURE és TOY. Az uszkár méretétől függetlenül élénk, kíváncsi, rendkívül tanulékony, egy igazi tehetség.
Hatféle színváltozatban – fekete, fehér, barna, ezüstszürke, apricot, vörös – jelenik meg a kiállításokon, de számos más színben is tenyésztik. Ezek a színek más formában vannak regisztrálva, egyes klubok kiállításain címeket is szerezhetnek. Az FCI egyelőre nem fogadja el őket: harlekin (fehér alapon fekete foltokkal), parti (fehér alapon egyéb színű foltos), black and tan (fekete-cservörös), phantom (tan mintázat más színekkel), továbbá kék, sárga, zöld, krém, café au lait, silver beige, sable (coboly) és brindle (csíkos). Népszerűségük egyre nő.

## Ápolása
A fajta egyik alapvető ismertetőjegye a dús, göndör szőrzet, melynek nyírását szakképzett kutyakozmetikusok vagy gyakorlott gazdik is elvégezhetik (kb. 6-8 hetente). A kutyakiállításokon csak előírt fazonban szerepelhetnek az uszkárok, ezek a következők: oroszlános, kontinentális, angol, modern, kölyök oroszlán, kölyök angol vagy skandináv (veterán). Kedvencként tartott kutyánk számára csak a képzelet szab határokat, de azért ne csináljunk udvari bolondot belőle. Minden uszkár tulajdonosnak tisztában kell lennie azzal, hogy kutyája csak akkor lesz ápolt és egészséges, ha naponta átfésüli, átkeféli a bundáját. Nem kell loncsos puliként a kozmetikushoz vinni, mert annak hosszú és fájdalmas bontogatás vagy kopasztás lehet a vége. Az uszkár szőrzete leggyakrabban göndör és gyapjas, de ritkán előfordul zsinóros változatban is. A zsinórok kialakulásához idő kell, s a tincseket folyamatosan ujjnyi vagy ceruza vastagságúra szét kell választani ("feltépni") a végétől a bőrig. Azonban vigyázni kell arra, nehogy fájdalmat, sérülést okozzunk. Aki erre szánja magát, érdeklődjön előtte puli tenyésztőknél.
A napi szőrápolás mellett vizsgáljuk át kutyánk egész testét, vannak-e benne élősködők, növényi maradványok (toklász!), nincs-e sérülése. Különösen figyeljünk oda a füleire, szemeire, végbélnyílására és nemi szervére. A fogait is megvizsgálhatjuk, van-e rajta fogkő, látható-e beszorult ételdarab, törés vagy egyéb szájsérülés. A tappancsok és a karmok állapotát is ellenőrizzük. Etetéskor érdemes az uszkár füleit összekötni, hogy ne lógjon az ételbe, különösen, ha nagyon hosszú szőre van. Ha koszos lesz uszkárunk egy esős napon, tappancsait megmoshatjuk, de elég csak megszárítani és fésüléskor szépen kipereg a piszok. A fürdetést nem kell túlzásba vinni, 6-8 hetente éppen elegendő, de kivételek mindig akadhatnak (például ürülékbe, elhullott állatba dörgölőzés). Télen vigyázzunk a sózott utakkal, kenjük be tappancsait védőkrémmel.

## Alkalmazása
Manapság az uszkárt társállatként tartják, igazi családtag válik belőle. Az óriás uszkárt egyes országokban ismét alkalmazzák vadászkutyaként, egyes egyedek akár szarvasgomba-keresőnek vagy vakvezetőnek is beválnak. A kisebb változatokat még ma is gyakran használják cirkuszi mutatványokban, ez is azt bizonyítja, hogy szinte bármire betanítható. A kutyasportokban, így az agility-ben és a flyball-ban, illetve a trükkös elemekben gazdag dog dancing-ben is nagyszerű sikereket ér el.